# Margarita de la Pisa
Margarita de la Pisa Carrión (Madrid, 19 de setembro de 1975) é uma política espanhola do partido político VOX, eleita eurodeputada ao Parlamento Europeu em 2019, e tendo sido reeleita, em 2024. Tornou-se eurodeputada em 1 de fevereiro de 2020, após o Brexit.

## Eurodeputado no Parlamento Europeu
Foi nomeada para o Comité Especial da UE sobre a COVID-19, nessa qualidade questionou porque razão toda a discussão sobre o tratamento e a prevenção parecia estar restrita às vacinas, observando que a revacinação contínua das pessoas enfraqueceria o seu sistema imunitário e que os efeitos nas mulheres grávidas não eram manifestamente conhecidos.